# Pakistán en los Juegos Olímpicos de Helsinki 1952
Pakistán estuvo representado en los Juegos Olímpicos de Helsinki 1952 por un total de 38 deportistas masculinos que compitieron en 7 deportes.
El portador de la bandera en la ceremonia de apertura fue el jugador de hockey sobre hierba Muhammad Niaz Khan. El equipo olímpico pakistaní no obtuvo ninguna medalla en estos Juegos.